# Gay Games de 1982
Los Gay Games de 1982 (Gay Games I) se llevaron a cabo en San Francisco, California (Estados Unidos) del 28 de agosto al 5 de septiembre de 1982. Fueron los primeros Gay Games, un evento concebido oficialmente por Tom Waddell, atleta y activista. El objetivo del evento era promover la aceptación e inclusión de atletas gays, lesbianas y transgénero en el mundo atlético y celebrar sus habilidades y logros. Un total de 1350 competidores de más de 170 ciudades de todo el mundo participaron en los primeros Gay Games y el evento de nueve días atrajo a unas 10 000 personas.
Paralelamente a los Juegos Olímpicos, se llevó una antorcha desde Nueva York, en el lugar de los disturbios de Stonewall, hasta el Kezar Stadium, donde se celebraron las ceremonias de apertura y clausura. Otros eventos se llevaron a cabo en diferentes áreas circundantes mientras participantes de todo el mundo competían en diversos eventos como natación, atletismo, baloncesto, boxeo, golf y más. El evento también contó con una actuación de Tina Turner durante la ceremonia de apertura, y Stephanie Mills durante la ceremonia de clausura junto con la Banda de Marcha del Día de la Libertad Gay de San Francisco y Meg Christian cantando un «Himno Gay». El congresista Phillip Burton también habló en el evento durante la ceremonia de clausura.

## Calendario de eventos
| Evento                            | Agosto | Agosto | Agosto | Agosto | Septiembre | Septiembre | Septiembre | Septiembre | Septiembre | Recinto                        |
| Evento                            | 28     | 29     | 30     | 31     | 1          | 2          | 3          | 4          | 5          | Recinto                        |
| --------------------------------- | ------ | ------ | ------ | ------ | ---------- | ---------- | ---------- | ---------- | ---------- | ------------------------------ |
| Ceremonias de apertura y clausura |        |        |        |        |            |            |            |            |            | Kezar Stadium                  |
| Atletismo                         |        |        |        |        |            |            |            |            |            | San Francisco State University |
| Baloncesto                        |        |        |        |        |            |            |            |            |            | Pabellón Kezar                 |
| Billar                            |        |        |        |        |            |            |            |            |            | Park Bowl                      |
| Bolos                             |        |        |        |        |            |            |            |            |            | Park Bowl                      |
| Boxeo                             |        |        |        |        |            |            |            |            |            | Pabellón Kezar                 |
| Ciclismo                          |        |        |        |        |            |            |            |            |            | Golden Gate Park               |
| Fisicoculturismo                  |        |        |        |        |            |            |            |            |            | Teatro Castro                  |
| Fútbol                            |        |        |        |        |            |            |            |            |            | Kezar Stadium                  |
| Golf                              |        |        |        |        |            |            |            |            |            | Harding Golf Course            |
| Levantamiento de pesas            |        |        |        |        |            |            |            |            |            | Body Center                    |
| Lucha                             |        |        |        |        |            |            |            |            |            | Pabellón Kezar                 |
| Maratón                           |        |        |        |        |            |            |            |            |            | Golden Gate Park               |
| Natación                          |        |        |        |        |            |            |            |            |            | San Francisco State University |
| Natación y Clavados               |        |        |        |        |            |            |            |            |            | San Francisco State University |
| Sóftbol                           |        |        |        |        |            |            |            |            |            | Lang Field                     |
| Tenis                             |        |        |        |        |            |            |            |            |            | San Francisco City College     |
| Voleibol                          |        |        |        |        |            |            |            |            |            | San Francisco City College     |

## Origen
La idea de los Juegos surgió por primera vez de Tom Waddell después de ver un torneo de bolos para hombres homosexuales por televisión. Sintió que con demasiada frecuencia el movimiento por los derechos LGBT estaba dominado por estereotipos, y la percepción que la gente tenía del movimiento solo incluía a hombres jóvenes blancos y excluía a cualquier otro tipo de personas en la comunidad LGBT+. Quería enfatizar que los hombres y mujeres homosexuales eran hombres y mujeres antes de ser homosexuales, y consideró que el torneo de bolos para hombres homosexuales estaba ayudando a lograrlo al centrarse en el talento de los jugadores sin borrar ni obligarlos a ocultar su sexualidad.
A Waddell y su amigo Mark Brown se les ocurrió la idea de organizar un torneo basado en los antiguos Juegos Olímpicos que mostrara muchos talentos atléticos e incluyera a cualquier persona independientemente de su edad, raza, género, orientación sexual o capacidad. Junto con otro amigo llamado Paul Mart, Waddell y Brown crearon el Comité Olímpico Gay el 15 de junio de 1980, que se expandió hasta convertirse en el Comité de Arte y Atletismo de San Francisco (San Francisco Art & Athletics, SFAA).

## Recaudación de fondos
La SFAA desarrolló un enfoque para la recaudación de fondos basado en las clases que tomó Tom Waddell que enfatizaba pedir dinero y luego "mantener la boca cerrada". La teoría aquí era que a un posible donante se le daría la oportunidad de hablar y sería más probable que donara, mientras que si el vendedor es el único que habla, el donante no donará. Descubrieron que este método de "proponer y esperar" era particularmente útil, ya que solicitaron a diferentes personas y grupos homosexuales que donaran para el evento.
A pesar de las preocupaciones de muchas personas y la renuencia general de muchos a apoyar los Juegos, la SFAA pudo alcanzar el punto de equilibrio, con un costo de 380 000 dólares y una recaudación de 395 000 dólares, alentando a la SFAA y a Waddell a continuar con los Juegos nuevamente en 1986.

## Controversias

### Demanda por el nombre de "Juegos Olímpicos Gay"
Tom Waddell, el exatleta olímpico que ayudó a fundar los juegos, pretendía que se llamaran "Juegos Olímpicos Gay", pero una demanda presentada menos de tres semanas antes de los Juegos Olímpicos Gay inaugurales de 1982 obligó al cambio de nombre.
Los organizadores del evento fueron demandados por el Comité Olímpico Internacional (COI) en virtud de la Ley de Deportes Amateur de Estados Unidos de 1978, que otorgaba al Comité Olímpico de los Estados Unidos (USOC) los derechos exclusivos sobre la palabra "olímpico" en Estados Unidos. Los demandados en la demanda sostuvieron que la ley se aplicó caprichosamente y que si las Olimpíadas Especiales no estaban prohibidas de manera similar, las Olimpíadas Gay tampoco deberían estarlo.
Otros, como Daniel Bell, citan la larga historia del COI de proteger la marca de los Juegos Olímpicos como prueba de que la demanda contra los "Juegos Olímpicos Gay" no estuvo motivada por la discriminación contra los homosexuales. Desde 1910, el COI ha tomado medidas, incluidas demandas y expulsiones del COI, para impedir que determinadas organizaciones utilicen la palabra "Juegos Olímpicos". Las "Olimpiadas de la Policía de California" anuales se llevaron a cabo durante 22 años, desde 1967 hasta 1989, después de lo cual la palabra Olimpiadas ya no se usó para el evento. La Corte Suprema falló a favor del USOC en el caso San Francisco Arts & Athletics, Inc. contra el Comité Olímpico de Estados Unidos.
Un documental de 2009, Claiming the Title: Gay Olympics on Trial, se desarrolló en los Estados Unidos y se presentó en varios festivales de cine. El tema también se incluyó en una película de 2005 de David Sector, Take the Flame! Gay Games: Grace Grit & Glory.

### Proyección de la películaOlympia
Tom Waddell planeó proyectar la película de propaganda nazi Olympia de 1938 debido a la "belleza artística" de la película. Se le citó diciendo que eligió la película "no por su mínimo contenido político", sino porque era un "himno al cuerpo humano y al deporte", argumentando que la directora Leni Riefenstahl supo capturar "la voluntad y la fuerza". Waddell reconoció el uso descarado de la película por parte de Adolf Hitler como propaganda nazi, pero argumentó que los espectadores deberían poder verla como un ejemplo de lo que deberían y no deberían ser los Juegos Olímpicos, y la calificó como la mejor película olímpica que se haya estrenado hasta el momento en términos de calidad a pesar del claro mensaje pronazi.
Esto causó un problema entre muchos judíos gays y lesbianas que repartieron folletos que denunciaban la película como propaganda nazi y exigieron a la SFAA que cancelara la proyección. Otros atacaron personalmente a Waddell, acusándolo de estar obsesionado con una visión fascista del cuerpo masculino blanco y de estar involucrado en el partido nazi, y quedaron consternados de que la SFAA intentara ganar dinero utilizando una película de propaganda nazi. Waddell respondió cancelando la proyección, sabiendo que sin el apoyo de la comunidad judía de gays y lesbianas, la SFAA no podría tener éxito. Más tarde se quejó ante un periodista de que estaba "cediendo al mismo tipo de censura que practicaban los propios nazis".
La conexión con los ideales de esta película y la acusación de que Waddell, y los Juegos en sí, estaban mostrando y celebrando sólo una visión específica del cuerpo masculino blanco continuaron siguiendo a los Juegos en el futuro a pesar de la intención original de dar la bienvenida a todos y alejarse de centrando los cuerpos masculinos jóvenes y blancos en el movimiento por los derechos LGBT.